# Allodape mea
Allodape mea är en biart som beskrevs av Embrik Strand 1912. Allodape mea ingår i släktet Allodape och familjen långtungebin. Inga underarter finns listade i Catalogue of Life.